# NGC 4257
NGC 4257 (również PGC 39624) – galaktyka spiralna (Sab), znajdująca się w gwiazdozbiorze Panny. Odkrył ją Heinrich Louis d’Arrest 21 kwietnia 1862 roku. Jest to galaktyka z aktywnym jądrem typu LINER. Należy do Gromady w Pannie.